# Krystyna Kurzyńska
Krystyna Kurzyńska – polska astronom, doktor habilitowany.

## Życiorys
Pracowała na stanowisku profesora w Instytucie Obserwatorium Astronomicznym na Wydziale Fizyki Uniwersytetu im. Adama Mickiewicza, oraz była członkiem Komitetu Astronomii PAN. Jest promotorem jednej pracy doktorskiej.